# Ferdinand Laub
Ferdinand Laub   (Praga, 19 de gener de 1832 - Gries-Quirein, 17 de març de 1875) fou un violinista i compositor txec.
Entrà en el Conservatori de Praga el 1840, on va tenir com un dels seus professors a Moritz Mildner, i mostrant grans disposicions. Feu una excursió artística per Baviera (1850), assolint un verdader èxit. Agregat a la capella del duc de Saxònia-Weimar-Eisenach, va romandre en aquella cort fins al 1862. Fou professor del Conservatori de Moscou des de 1866 fins al 1873.
Notable violinista, manejava admirablement la mà esquerra. Va escriure diverses obres per a violí, impregnades de sentiment, destacant una polonesa.

## Curiositats
Per mitjà d'una princesa russa, Laub cedí el seu excel·lent violí al violinista rus Alexander Petschnikoff, el qual l'aprofità al màxim en els seus concerts.